# Cadophora
Cadophora is een geslacht van schimmels uit de familie Ploettnerulaceae. De typesoort is Cadophora fastigiata.

## Soorten
Volgens Index Fungorum telt het geslacht 33 soorten (peildatum februari 2023):
| Soortnaam                  | Auteur(s)                                                                       | Publicatiejaar |
| -------------------------- | ------------------------------------------------------------------------------- | -------------- |
| Cadophora africana         | Damm & S. Bien                                                                  | 2020           |
| Cadophora antarctica       | Rodr.-Andr., Stchigel, Mac Corm. & Cano                                         | 2017           |
| Cadophora brunnescens      | R.W. Davidson                                                                   | 1935           |
| Cadophora bubakii          | (Laxa) Damm & S. Bien                                                           | 2020           |
| Cadophora constrictospora  | Koukol & Maciá-Vicente                                                          | 2020           |
| Cadophora dextrinospora    | (Korf) Koukol & Maciá-Vicente                                                   | 2020           |
| Cadophora echinata         | Koukol & Maciá-Vicente                                                          | 2020           |
| Cadophora fallopiae        | Crous & Akulov                                                                  | 2020           |
| Cadophora fascicularis     | Koukol & Maciá-Vicente                                                          | 2020           |
| Cadophora fastigiata       | Lagerb. & Melin                                                                 | 1927           |
| Cadophora ferruginea       | Koukol & Maciá-Vicente                                                          | 2020           |
| Cadophora gamsii           | Koukol & Maciá-Vicente                                                          | 2020           |
| Cadophora gregata          | (Allington & D.W. Chamb.) T.C. Harr. & McNew                                    | 2003           |
| Cadophora helianthi        | L. Molinero-Ruiz, A. Martín-Sanz, C. Berlanas & Gramaje                         | 2019           |
| Cadophora heteroderae      | J.F.H. Beyma                                                                    | 1937           |
| Cadophora interclivum      | E. Walsh & N. Zhang                                                             | 2018           |
| Cadophora lacrimiformis    | Ekanayaka & K.D. Hyde                                                           | 2019           |
| Cadophora luteo-olivacea   | (J.F.H. Beyma) T.C. Harr. & McNew                                               | 2003           |
| Cadophora malorum          | (Kidd & Beaumont) W. Gams                                                       | 2000           |
| Cadophora margaritata      | R. Linnakoski, I. Lasarov & A.O. Oghenekaro                                     | 2018           |
| Cadophora melinii          | Nannf.                                                                          | 1934           |
| Cadophora meredithiae      | E. Walsh & N. Zhang                                                             | 2018           |
| Cadophora microspora       | Ekanayaka & K.D. Hyde                                                           | 2019           |
| Cadophora neoregeliae      | Crous                                                                           | 2021           |
| Cadophora novi-eboraci     | Travadon, D.P. Lawr., Roon.-Lath., Gubler, W.F. Wilcox, Rolsh. & K. Baumgartner | 2015           |
| Cadophora obovata          | Koukol & Maciá-Vicente                                                          | 2020           |
| Cadophora orchidicola      | (Sigler & Currah) M.J. Day & Currah                                             | 2012           |
| Cadophora orientoamericana | Travadon, D.P. Lawr., Roon.-Lath., Gubler, W.F. Wilcox, Rolsh. & K. Baumgartner | 2015           |
| Cadophora prunicola        | Damm & S. Bien                                                                  | 2020           |
| Cadophora ramosa           | Damm & S. Bien                                                                  | 2020           |
| Cadophora sabaouae         | Aigoun-Mouhous, Berraf-Tebbal, Armengol & Gramaje                               | 2021           |
| Cadophora variabilis       | Koukol & Maciá-Vicente                                                          | 2020           |
| Cadophora viticola         | Gramaje, L. Mostert & Armengol                                                  | 2015           |